# Lista de freguesias de Lisboa

Desde a reorganização administrativa de 2012, Lisboa conta 24 freguesias agrupadas em cinco Zonas (ou Unidades de Intervenção Territorial, UIT). Em tons de verde está a zona Norte, de amarelo a zona Ocidental, de laranja a zona Centro, de violeta a zona do Centro Histórico e de azul a zona Oriental.

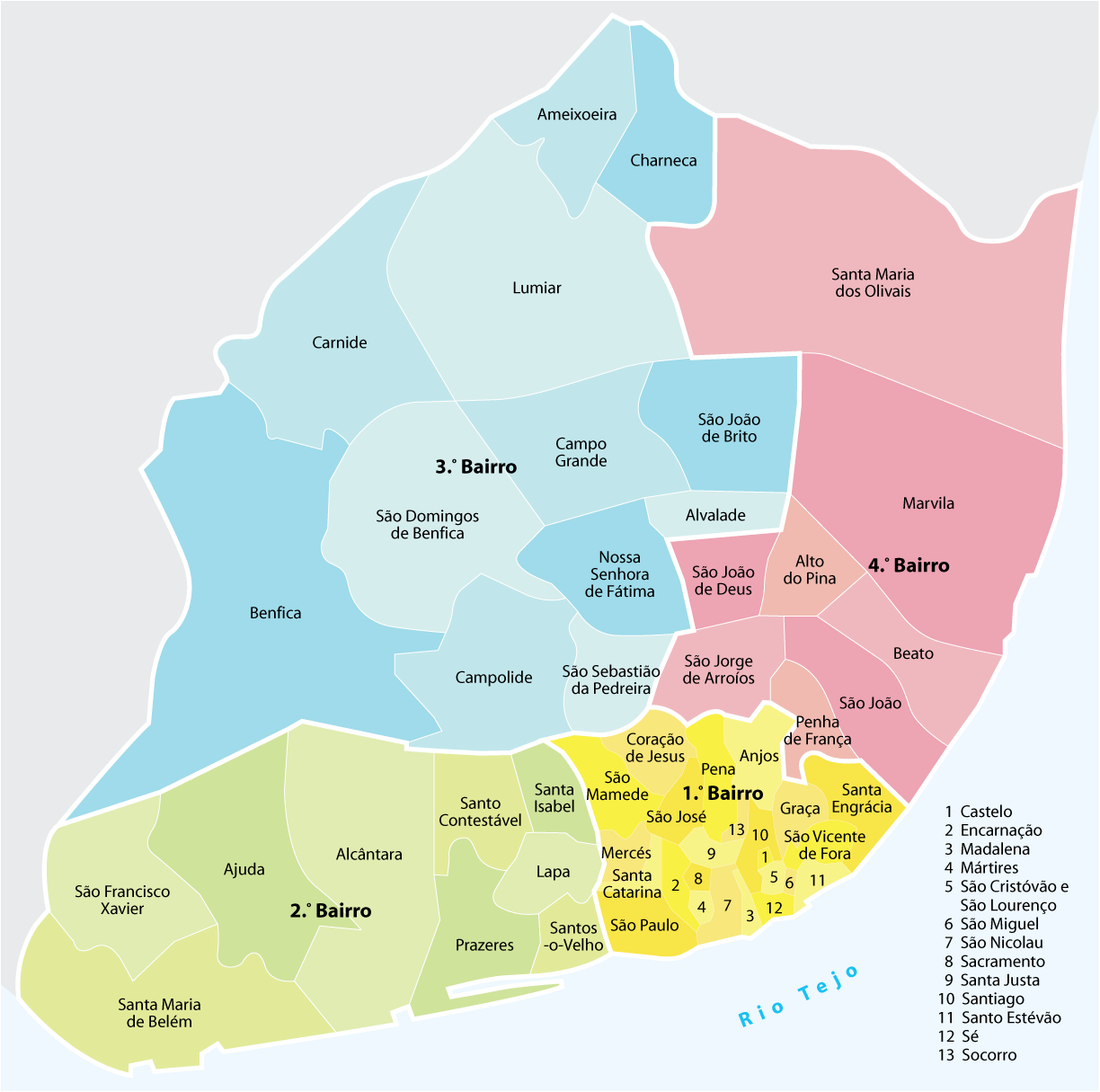
Antes da reorganização administrativa de 2012, Lisboa contava 53 freguesias agrupadas em quatro Bairros Administrativos. Em tons de amarelo está o 1.º Bairro, de verde o 2.º, de azul o 3.º e por fim de cor-de-rosa está o 4.º Bairro Administrativo de Lisboa.

Desde a entrada em vigor da Lei n.º 56/2012, de 8 de novembro, a cidade de Lisboa está dividida em 24 freguesias agrupadas, para efeitos administrativos, em cinco Zonas de gestão ou Unidades de Intervenção Territorial (UIT). Anteriormente, a cidade dividia-se em 53 freguesias agrupadas em quatro Bairros Administrativos. Cada freguesia é governada por uma Junta de Freguesia, órgão executivo que é eleito pelos membros da Assembleia de Freguesia, por sua vez eleita directamente pelos cidadãos recenseados no seu território.
Para lá das divisões administrativas, os lisboetas identificam bairros históricos, com limites mais ou menos bem determinados, tais como as Amoreiras, o Bairro Alto, a Bica, Alfama, a Mouraria, Chelas e a Lapa.
A tabela seguinte apresenta as atuais freguesias de Lisboa e a sua relação com as freguesias anteriores.
NOTA: as áreas e populações das atuais freguesias podem não corresponder às anteriores (ou ao seu somatório) devido aos ganhos e perdas territoriais, por ajuste dos limites imposto pela reorganização administrativa, bem como pela mudança de critérios na determinação dos dados geográficos.
| Freguesias atuais | Freguesias atuais | Freguesias atuais                    | Freguesias atuais | Freguesias atuais | Freguesias antigas | Freguesias antigas                        | Freguesias antigas                   | Freguesias antigas | Freguesias antigas |
| N.º               | Brasão            | Freguesia (Zona)                     | População (2021)  | Área (km²)        | N.º                | Brasão                                    | Freguesia (Bairro)                   | População (2011)   | Área (km²)         |
| ----------------- | ----------------- | ------------------------------------ | ----------------- | ----------------- | ------------------ | ----------------------------------------- | ------------------------------------ | ------------------ | ------------------ |
| 1                 |                   | Ajuda (Ocidental)                    | 14 299            | 2,88              | 1                  |                                           | Ajuda (2.º Bairro)                   | 15 584             | 2,86               |
| 2                 |                   | Alcântara (Ocidental)                | 13 825            | 5,07              | 2                  |                                           | Alcântara (2.º Bairro)               | 13 943             | 4,44               |
| 54                | [ nota 6 ]        | Alvalade (Centro)                    | 33 236            | 5,34              | 4                  |                                           | Alvalade (3.º Bairro)                | 8 869              | 0,60               |
| 54                | [ nota 6 ]        | Alvalade (Centro)                    | 33 236            | 5,34              | 09                 |                                           | Campo Grande (3.º Bairro)            | 10 514             | 2,45               |
| 54                | [ nota 6 ]        | Alvalade (Centro)                    | 33 236            | 5,34              | 42                 |                                           | São João de Brito (3.º Bairro)       | 11 727             | 2,23               |
| 55                |                   | Areeiro (Centro)                     | 21 144            | 1,74              | 3                  |                                           | Alto do Pina (4.º Bairro)            | 10 333             | 0,84               |
| 55                | 43                | Areeiro (Centro)                     | 21 144            | 1,74              |                    | São João de Deus (4.º Bairro)             | 9 798                                | 0,93               |                    |
| 56                |                   | Arroios (Centro)                     | 33 055            | 2,13              | 6                  |                                           | Anjos (1.º Bairro)                   | 9 361              | 0,49               |
| 56                | 24                | Arroios (Centro)                     | 33 055            | 2,13              |                    | Pena (1.º Bairro)                         | 4 486                                | 0,50               |                    |
| 56                | 44                | Arroios (Centro)                     | 33 055            | 2,13              |                    | São Jorge de Arroios (4.º Bairro)         | 18 415                               | 1,16               |                    |
| 57                |                   | Avenidas Novas (Centro)              | 23 252            | 2,99              | 23                 |                                           | Nossa Senhora de Fátima (3.º Bairro) | 15 283             | 1,91               |
| 57                | 50                | Avenidas Novas (Centro)              | 23 252            | 2,99              |                    | São Sebastião da Pedreira (3.º Bairro)    | 6 342                                | 1,08               |                    |
| 7                 |                   | Beato (Oriental)                     | 12 166            | 2,46              | 7                  |                                           | Beato (4.º Bairro)                   | 12 429             | 1,62               |
| 58                |                   | Belém (Ocidental)                    | 16 537            | 10,43             | 32                 |                                           | Santa Maria de Belém (2.º Bairro)    | 8 541              | 3,43               |
| 58                | 40                | Belém (Ocidental)                    | 16 537            | 10,43             |                    | São Francisco Xavier (2.º Bairro)         | 8 020                                | 2,30               |                    |
| 8                 |                   | Benfica (Norte)                      | 35 279            | 8,03              | 8                  |                                           | Benfica (3.º Bairro)                 | 36 821             | 7,94               |
| 59                |                   | Campo de Ourique (Centro Historico)  | 22 169            | 1,65              | 30                 |                                           | Santa Isabel (2.º Bairro)            | 6 875              | 0,63               |
| 59                | 35                | Campo de Ourique (Centro Historico)  | 22 169            | 1,65              |                    | Santo Condestável (2.º Bairro)            | 15 257                               | 1,03               |                    |
| 10                |                   | Campolide (Centro)                   | 14 778            | 2,77              | 10                 |                                           | Campolide (3.º Bairro)               | 15 460             | 2,77               |
| 11                |                   | Carnide (Norte)                      | 17 990            | 3,69              | 11                 |                                           | Carnide (3.º Bairro)                 | 23 316             | 4,07               |
| 60                |                   | Estrela (Centro Histórico)           | 20 242            | 4,60              | 17                 |                                           | Lapa (2.º Bairro)                    | 8 000              | 0,74               |
| 60                | 26                | Estrela (Centro Histórico)           | 20 242            | 4,60              |                    | Prazeres (2.º Bairro)                     | 8 096                                | 1,57               |                    |
| 60                | 37                | Estrela (Centro Histórico)           | 20 242            | 4,60              |                    | Santos-o-Velho (2.º Bairro)               | 4 020                                | 0,53               |                    |
| 18                |                   | Lumiar (Norte)                       | 46 260            | 6,57              | 18                 |                                           | Lumiar (3.º Bairro)                  | 41 163             | 6,11               |
| 21                |                   | Marvila (Oriental)                   | 35 463            | 7,12              | 21                 |                                           | Marvila (4.º Bairro)                 | 38 102             | 6,37               |
| 61                |                   | Misericórdia (Centro Histórico)      | 9 645             | 2,19              | 15                 |                                           | Encarnação (1.º Bairro)              | 2 252              | 0,19               |
| 61                | 22                | Misericórdia (Centro Histórico)      | 9 645             | 2,19              |                    | Mercês (1.º Bairro)                       | 4 345                                | 0,27               |                    |
| 61                | 28                | Misericórdia (Centro Histórico)      | 9 645             | 2,19              |                    | Santa Catarina (1.º Bairro)               | 3 716                                | 0,21               |                    |
| 61                | 49                | Misericórdia (Centro Histórico)      | 9 645             | 2,19              |                    | São Paulo (1.º Bairro)                    | 2 728                                | 0,44               |                    |
| 33                | [ nota 28 ]       | Olivais (Oriental)                   | 32 107            | 8,09              | 33                 |                                           | Santa Maria dos Olivais (4.º Bairro) | 51 036             | 11,21              |
| 62                |                   | Parque das Nações (Oriental)         | 22 350            | 5,44              | 33                 |                                           | Santa Maria dos Olivais (4.º Bairro) | 51 036             | 11,21              |
| 63                | [ nota 6 ]        | Penha de França (Centro Histórico)   | 28 354            | 2,71              | 25                 |                                           | Penha de França (4.º Bairro)         | 12 780             | 0,68               |
| 63                | [ nota 6 ]        | Penha de França (Centro Histórico)   | 28 354            | 2,71              | 41                 |                                           | São João (4.º Bairro)                | 15 187             | 1,51               |
| 64                |                   | Santa Clara (Norte)                  | 23 673            | 3,36              | 5                  |                                           | Ameixoeira (3.º Bairro)              | 11 863             | 1,60               |
| 64                | 13                | Santa Clara (Norte)                  | 23 673            | 3,36              |                    | Charneca (3.º Bairro)                     | 9 935                                | 1,72               |                    |
| 65                |                   | Santa Maria Maior (Centro Histórico) | 9 997             | 3,01              | 12                 |                                           | Castelo (1.º Bairro)                 | 355                | 0,06               |
| 65                | 19                | Santa Maria Maior (Centro Histórico) | 9 997             | 3,01              |                    | Madalena (1.º Bairro)                     | 393                                  | 0,12               |                    |
| 65                | 20                | Santa Maria Maior (Centro Histórico) | 9 997             | 3,01              |                    | Mártires (1.º Bairro)                     | 372                                  | 0,10               |                    |
| 65                | 27                | Santa Maria Maior (Centro Histórico) | 9 997             | 3,01              |                    | Sacramento (1.º Bairro)                   | 742                                  | 0,09               |                    |
| 65                | 31                | Santa Maria Maior (Centro Histórico) | 9 997             | 3,01              |                    | Santa Justa (1.º Bairro)                  | 891                                  | 0,25               |                    |
| 65                | 34                | Santa Maria Maior (Centro Histórico) | 9 997             | 3,01              |                    | Santiago (1.º Bairro)                     | 619                                  | 0,06               |                    |
| 65                | 36                | Santa Maria Maior (Centro Histórico) | 9 997             | 3,01              |                    | Santo Estêvão (1.º Bairro)                | 1 511                                | 0,23               |                    |
| 65                | 38                | Santa Maria Maior (Centro Histórico) | 9 997             | 3,01              |                    | São Cristóvão e São Lourenço (1.º Bairro) | 1 341                                | 0,08               |                    |
| 65                | 47                | Santa Maria Maior (Centro Histórico) | 9 997             | 3,01              |                    | São Miguel (1.º Bairro)                   | 1 531                                | 0,05               |                    |
| 65                | 48                | Santa Maria Maior (Centro Histórico) | 9 997             | 3,01              |                    | São Nicolau (1.º Bairro)                  | 1 231                                | 0,26               |                    |
| 65                | 52                | Santa Maria Maior (Centro Histórico) | 9 997             | 3,01              |                    | Sé (1.º Bairro)                           | 910                                  | 0,12               |                    |
| 65                | 53                | Santa Maria Maior (Centro Histórico) | 9 997             | 3,01              |                    | Socorro (1.º Bairro)                      | 3 065                                | 0,11               |                    |
| 66                |                   | Santo António (Centro)               | 11 074            | 1,49              | 14                 |                                           | Coração de Jesus (1.º Bairro)        | 3 689              | 0,56               |
| 66                | 45                | Santo António (Centro)               | 11 074            | 1,49              |                    | São José (1.º Bairro)                     | 2 746                                | 0,33               |                    |
| 66                | 46                | Santo António (Centro)               | 11 074            | 1,49              |                    | São Mamede (1.º Bairro)                   | 5 420                                | 0,61               |                    |
| 39                |                   | São Domingos de Benfica (Norte)      | 34 060            | 4,29              | 39                 |                                           | São Domingos de Benfica (3.º Bairro) | 33 745             | 4,31               |
| 67                |                   | São Vicente (Centro Histórico)       | 13 896            | 1,99              | 16                 |                                           | Graça (1.º Bairro)                   | 5 787              | 0,35               |
| 67                | 29                | São Vicente (Centro Histórico)       | 13 896            | 1,99              |                    | Santa Engrácia (1.º Bairro)               | 5 249                                | 0,55               |                    |
| 67                | 51                | São Vicente (Centro Histórico)       | 13 896            | 1,99              |                    | São Vicente de Fora (1.º Bairro)          | 3 539                                | 0,32               |                    |